# D914 (Hautes-Pyrénées)
De D914 is een departementale weg in Lourdes in het Zuid-Franse departement Hautes-Pyrénées. De weg vormt de verbinding tussen N21 richting Tarbes en de D937 en D940 richting Pau.

## Geschiedenis
In 1968 werd de N21 om Lourdes heen gelegd. Een deel van de oude route en een extra verbinding met de N637 en N640 (de huidige D937 en D940) kreeg toen het nummer N21E. In 1973 werd deze weg overgedragen aan het departement Hautes-Pyrénées, omdat de weg geen belang meer had voor het doorgaande verkeer. De weg is toen omgenummerd tot D914.